# Seychellesia longicercata
Seychellesia longicercata är en insektsart som beskrevs av Bolívar, I. 1912. Seychellesia longicercata ingår i släktet Seychellesia och familjen syrsor. IUCN kategoriserar arten globalt som starkt hotad. Inga underarter finns listade i Catalogue of Life.